# 台灣北路營
台灣北路營設置於1684年為台灣清治時期開始後，掌管台灣台南以北的軍事機構。北路營官署設於諸羅即今日位於台灣南部的嘉義市，而主官為參將。

## 簡介
兵力維持在數百到一千官兵的北路營，轄區高達三百公里以上，範圍從台北到嘉義，涵蓋了四分之三的台灣西邊陸地。另外，台灣北路營不但於軍事上有其一定地位，在以漢人為主的土地開墾上，也佔有一席之地。
1733年，為了加強對台防衛與平亂能力，台灣北路營升格為台灣北路協，統管三個營，共一千至三千官兵。而為了區隔及兵力平均運用，本來設於嘉義的該單位官署所在，於升格後移至彰化。

## 歷任參將
- 王國憲
- 袁廷芝
- 呂得勝
- 陳貴
- 常太
- 白道陞
- 焦雲
- 徐進才
- 張國
- 翁國楨
- 阮蔡文
- 游崇功
- 張彪
- 羅萬倉
- 朱文
- 何勉
- 靳光瀚
- 張永龍